# 希赫尔
希赫尔（阿拉伯语：‎，羅馬化：al-Shiḥr）是也门东部哈德拉毛省的一座海滨城镇，该地历史上曾是香料之路上一座重要的乳香出口港。